# 나나이인
나나이인(那乃族, 러시아어: Нанайцы, 영어: Nanai) 또는 허저(중국어: 赫哲, 만주어: ᡥᡝᠵᡝ Heje)은 퉁구스계의 종족으로, 주로 러시아의 아무르강에서 1만 명이 거주하고, 중국에도 수십명이 살고 있다. 중국에서는 56개의 공인된 소수민족중 하나이다. 중국의 나나이인은 자신들을 용르버이(用日貝)나 커칭(盖靑)으로도 부른다. 과거의 서양 문헌에서는 골드족(Gold, Goldi)이라는 명칭도 쓰였다.
러시아 나나이인들은 아무르강가, 하바롭스크와 콤소몰스크나아무레에 일부가 살고 있다. 2002년 조사에 따르면 러시아 나나이인들은 1만 2,160명이 거주한다. 중국 나나이인들은 동북 지역에 살며, 관광업에 종사하기도 한다. 나나이인들은 샤머니즘을 숭상하여 여러 신들을 숭상하는데 생업과 관련된 신들 중에서 아이보호 신을 숭배하기도 한다.

## 역사

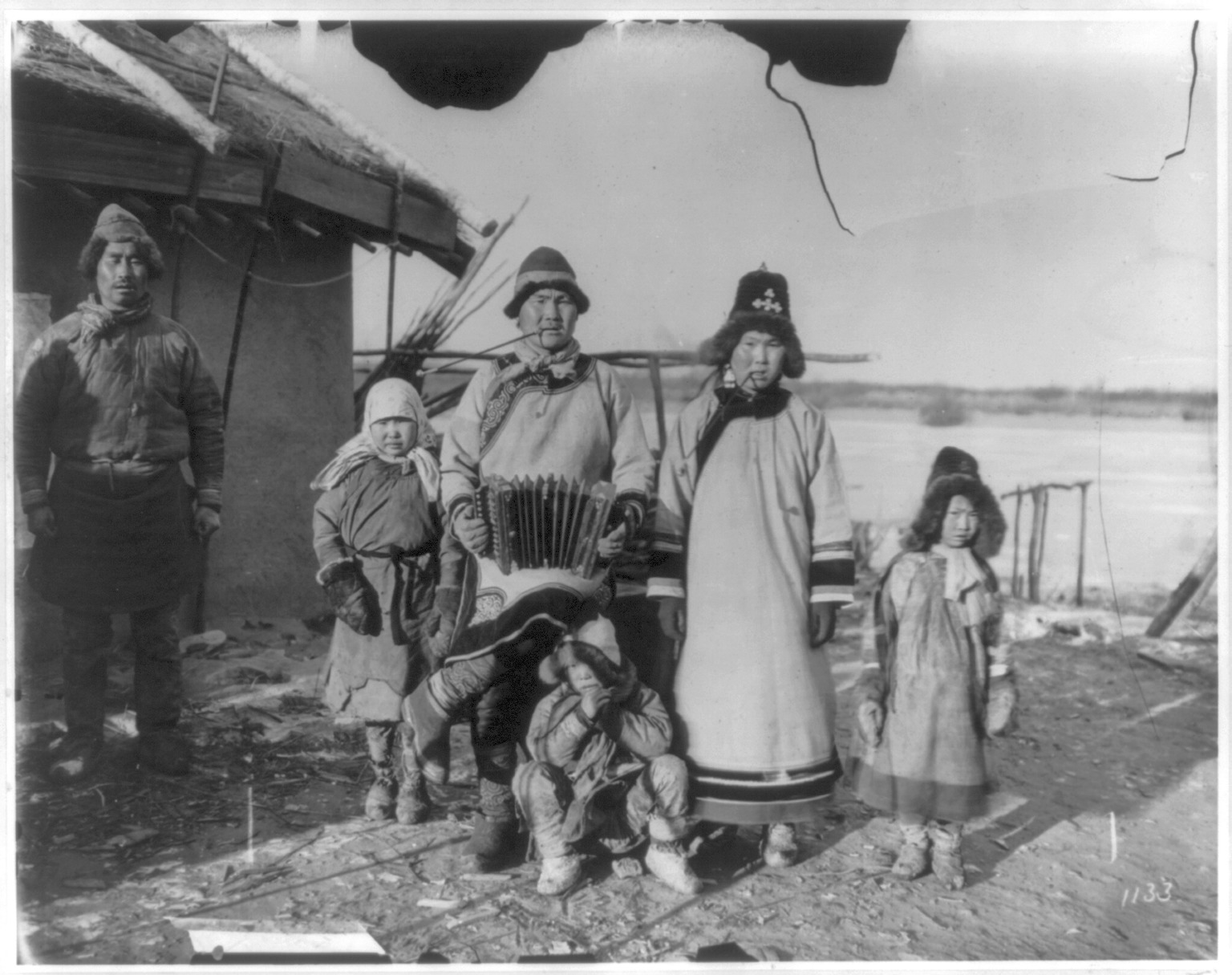
1895년에 촬영된 하바롭스크 북부의 나나이 가족.

나나이인의 기원에 관해서는 연구자들 대다수가 이들이 숙신, 읍루, 물길, 흑수말갈, 여진 등과 관련이 있는 것으로 보고있다.
수년간의 노력 끝에 부조의 원수 투런성주 니칸 와이란의 세력을 제거하였을 뿐만 아니라, 숙수후(蘇克素滸, 만주어: ᠰᡠᡴᠰᡠᡥᡠ Suksuhu)·후너허(渾河, 만주어: ᡥᡠᠨᡝᡥᡝ Hunehe)·왕야·동오·저천(哲陳, 만주어: ᠵᡝᠴᡝᠨ Jecen)·너옌(訥殷, 만주어: ᠩᡝᠶᡝᠨ Neyen)·주셔리(朱舍里, 만주어: ᡷᡠᡧᡝᡵᡳ Jušeri) 건주여진을 통일하였다. 이후에 누르하치는 압록강, 두만강 서쪽 지역, 쑹화강(송화강) 중하류, 우수리강 동쪽 및 아무르강(흑룡강) 중하류 유역의 여진 각 부를 전쟁을 연이어 펼쳤다. 이는 오히려 나나이인의 응집력을 강화시키는 요인이 되었다. 나나이인들은 만주족과의 대립을 통하여 더 이상 만주족을 동족으로 간주하지 읺게 되었다. 이는 나나이인 형성의 중요한 전환점이다.
만주족은 이들의 일부를 사견부(使犬部, 만주어: ᡳᠨᡩᠠᡥᡡᠨ
ᡨᠠᡴᡡᡵᠠᡵᠠ
ᡤᠣᠯᠣ Indahūn Takūrara Golo) 혹은 사견국(使犬國, 만주어: ᡳᠨᡩᠠᡥᡡᠨ
ᡨᠠᡴᡡᡵᠠᡵᠠ
ᡤᡠᡵᡠᠨ Indahūn Takūrara Gurun)이라 칭하기도 했다. 《태종문황제실록》 권21에 따르면, 이를 기점으로 만주족 통치자들도 나나이인들에게 "너희 선조는 본래 우리 나라 사람인 것이 서책에 참으로 분명하게 드러나 있는데, 너희들은 아직 그것을 알지 못하니 이로 인해 서슴없이 스스로 외인으로 여기는구나"라고 하였으며, 《길림통사》에는 "흑근(黑斤) 사람의 성정은 사납고 간사하여, 일을 믿고 맡길 수 없다."라며 두 민족 간의 경계는 더욱 뚜렷해졌다. 더군다나 나나이의 일부인 사견부의 복장은 후르하 사람들과 같으나, 언어는 만주인들도 거의 잘 알아들을 수 없어 후르하인의 통역을 필요로 했다.
허저(Heje)라는 족명은 《성조인황제실록》의 강희 2년 3월 임진조에 즉, 1663년 기록에서 최초로 보이기 시작한다. 이는 아마도 허저는 사견부 사람의 일부가 사용하던 자칭이었거나 사견부 인근의 다른 부족이 사견부를 지칭하는 명칭이었는데, 이를 만주족이 사견부 전체를 아우르는 명칭으로 확대적용한 것으로 보인다.
우수리강과 아무르강 하류에 거주하는 나나이인의 자칭은 나나이이고, 현재 흑룡강성 부금시 일대에 거주한 나나이인의 자칭은 나바이(Nabai)였으며, 흑룡강성 동강시 일대에 거주한 허저족 자칭은 나니오(Nanio)였다. 이는 모두 '땅의 사람'이란 뜻이다. 만주어와 마찬가지로 나나이어에서도 '나(Na)'는 땅을 뜻한다.
1674년, 청 제국은 후르하부(만주어: ᡥᡡᡵᡥᠠ
ᠠᡳᠮᠠᠨ Hūrha Aiman)의 허저인을 영고탑으로 이주시켜 40개의 신만주좌령에 편입하였고, 1714년, 삼성협령어문이 설치되면서 삼성(만주어: ᡳᠯᠠᠨ
ᠮᡠᡴᡡᠨ Ilan Hala) 지역의 나나이인 장정 1,530명이 신만주좌령에 편입하였다. 강희 ~ 옹정 연간에 기에 편입된 나나이인은 거의 60개 좌령에 이른다. 그 중 31개 1만여 명은 성경으로 이주시키고, 나머지는 길림에 남았는데 달을 합치면 2만 명에 이른다. 그리고 비기인 나나이인을 씨족(만주어: ᠮᡠᡴᡡᠨ Hala)와 마을(만주어: ᡤᠠᡧᠠᠨ Gašan)로 호적에 기록하는 편호정책을 시행하였는데, 청 제국 조정에서는 각각 성장과 향장이라는 토착 관원을 임명해 호를 나누고 관할하였다. 이러한 정책은 나나이인들의 사회조직, 씨족조직의 기초 위에 기층 행정 단위를 더한 것이었다. 또한 청 제국은 동북 변경의 나나이인을 효과적으로 관할하기 위해 편호에 포함된 나나이인에게 매년 한 집당 상태가 좋은 담비 가죽 한 장을 공납하는 공초 정책을 시행하면서 공물을 바치는 나나이인들에게 답례의 재물을 하사하는 상오림 정책을 시행했다.
나나이인 형성 시기에 대해서는 두 가지 견해가 있다. 하나는 청 제국 초기에 이미 독립된 종족으로 성립되었다는 것이다. 대부분의 중국 연구자들은 이를 지지하고 있으나 천렌카이와 같은 일부 중국 연구자 및 러시아 학자들은 청대 나나이 촌락들은 분산되어 있었으며, 명칭이 각각 다른 것으로 보아 단일적인 종족을 형성하지 못했다는 견해를 보인다.

## 문화

### 언어
나나이어는 퉁구스어족 남퉁구스어파 나나이어에 속하며 아무르 상중하류를 기준으로 세가지의 큰 방언으로 나누어져 있다. 나나이어는 주로 러시아 시베리아의 나나이인에 의해 쓰이고, 중국의 헤이룽장성에서는 훨씬 더 작게 쓰이며, 허저어로 알려져 있다. 이 언어는 1만 7,000여 명의 나나이인 중 약 1,400여 명의 화자를 보유하고 있지만, 대부분(특히 젊은 세대)도 러시아어나 중국어에 능통하며, 대부분 두 언어 중 하나를 의사소통에 사용한다.

### 성명
하라(哈拉, 만주어: ᠮᡠᡴᡡᠨ Hala)는 본래 혈연관계를 가진 동일 성씨의 각 가정으로 구성된 씨족 공동체였다. 한 하라에 속한 사람들은 동일한 씨족명칭을 가지는데, 동일한 선조를 숭배하고, 종족의 규정을 준수해야 하며, 씨족 내의 혼인을 엄격히 금한다. 무쿤(穆昆, 만주어: ᠮᡠᡴᡡᠨ Mukūn)은 가족 공동체를 말하는데, 하나의 하라는 다수의 무쿤을 가질 수 있지만, 하나의 무쿤은 두 개 이상의 하라에 동시에 속할 수 없다. 또한 무쿤은 자급자족의 독립경제 단위이며, 생산수단을 공유하여 공동생산, 공동소비를 했다. 최초의 하라와 무쿤은 뚜렷하게 구분되었는데 이후 씨족 조직이 와해됨에 따라 하라는 점차 성씨로 변하였다. 비록 씨족이 성씨로 변하였지만 사람들은 하라라는 명칭을 버리지 않았다. 그런 까닭에 가족인 무쿤 앞에 하라를 덧붙여 하라무쿤(만주어: ᡥᠠᠯᠠ
ᠮᡠᡴᡡᠨ Hala Mukūn)이라는 말이 출현하게 되었다.

### 경제
1709년 우수리강 유역을 방문한 예수회 지도제작자가 기술한 바와 같이, 나나이인, 또는 오늘날 우데게인은 어업에 기반을 두고 있었다. 사람들은 우수리 강을 따라 있는 마을에 살면서 여름 내내 낚시, 여름에 신선한 생선 먹기 그리고 겨울에 먹을 더 많은 생선을 말리는 데 시간을 보내곤 했다. 물고기는 그들이 가지고 있는 몇 안 되는 가축의 사료로서 이용되었을 것이다.
나나이의 전통 의복은 생선 가죽으로 만들어졌다. 이 가죽들은 말릴 수 있도록 남겨져 있었다. 한번 마르면, 그들은 완전히 매끄럽게 하기 위해 망치로 반복해서 때렸고 이후 함께 꿰매었다. 이때 사용된 생선은 무게가 50kg이 넘는 물고기들이었다. 이러한 전통 때문에 나나이는 "어피달자(鱼皮鞑子)라는 타칭을 얻었다. 이 이름은 보다 일반적으로 남부 송화강 유역과 아무르 분지의 다른 원주민 집단에도 적용되었다.

### 종교

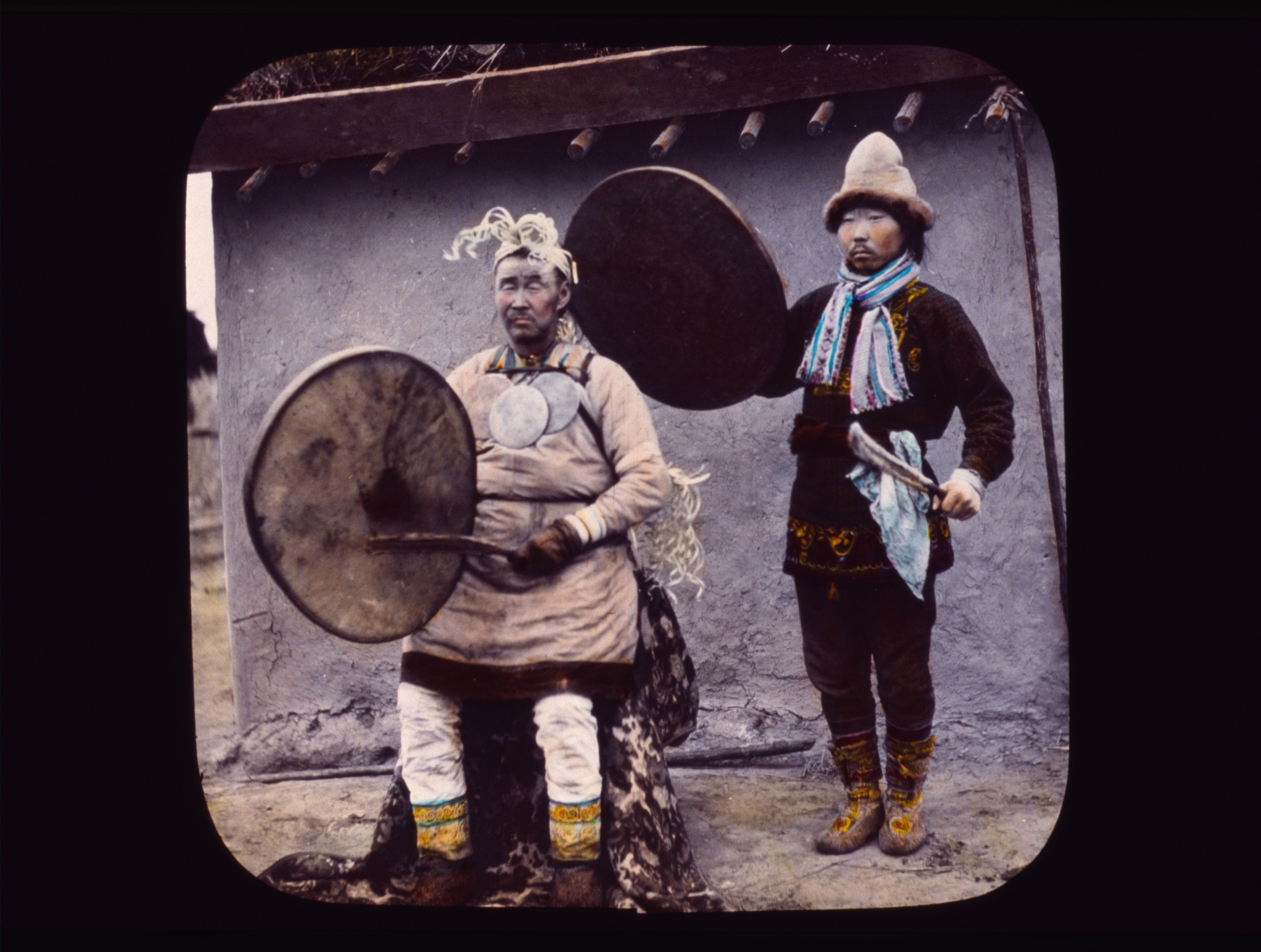
1895년에 촬영된 나나이 샤먼.

나나이인은 주로 샤머니즘을 신봉하여, 곰(둔타)과 호랑이(암바)에 대한 경외심이 강하다. 그들은 샤먼들이 신들에 대한 기도의 수단으로 나쁜 영혼을 쫓아내는 힘을 가지고 있다고 생각한다. 수세기 동안 그들은 태양, 달, 산, 물 그리고 나무의 영혼을 숭배해 왔다. 그들의 믿음에 따르면, 그 땅은 한때 평탄했다. 위대한 뱀들이 강 계곡을 파헤칠 때까지. 그들은 우주의 모든 사물이 자신의 정신을 가지고 있으며 이러한 영혼들이 독립적으로 세계를 돌아다닌다고 생각한다. 나나이 종교에서는 무생물들이 종종 의인화되었다. 예를 들어 화재는 나나이가 파즈야 마마라고 지칭한 나이든 여자로 의인화되었다. 어린 아이들은 파드지야 마마를 놀라게 할 수도 있고, 남자들은 항상 불이 났을 때 예의바르게 굴기 때문에 불 위로 뛰어올라서는 안 되었다.
나나이 샤먼들은 이 지역의 다른 퉁구스계 종족들과 마찬가지로 치마와 재킷, 원뿔 모양의 금속 펜던트가 달린 가죽 벨트, 뱀, 도마뱀 또는 개구리의 형상이 새겨진 벙어리 장갑, 나뭇가지 달린 뿔이나 곰, 늑대 또는 여우털이 달린 모자 등으로 구성되어 있었다. 중국 거울의 조각들도 때때로 의상에 통합되었다.
사람이 죽으면 영혼은 살아 남는데, 육체는 영혼에 대한 겉껍질에 불과하기 때문이다. 계속되는 영혼에 대한 이 개념은 기독교에 의해 나나이에 소개된 것이 아니라 그들에게는 독창적인 것이다.
나나이인은 사람마다 영혼과 정신이 있다고 믿는다. 죽음과 동시에 영혼과 영혼은 다른 길을 갈 것이다. 사람의 정신은 악의에 차서 살아 있는 친척들에게 해를 입히기 시작한다. 시간이 흐르면 이러한 매부리들은 길들여질 수도 있고 나중에 숭배될 수도 있다, 그렇지 않으면 악령을 쫓기 위해 특별한 의식을 행해야 한다.
죽은 후에 사람의 영혼은 천으로 만든 임시 거처에 넣어지는데, 라차코라고 불린다. 고인의 영혼은 라차코에 7일간 머물다가 판요라고 불리는 나무 종류의 인형으로 옮겨질 것이다. 그곳에서 마지막 장례 의식까지 남을 것이다.
범요는 마치 살아있는 사람처럼 보살피는데, 예를 들어, 매일 밤 잠잘 수 있는 침대를 주는데, 그 축소된 크기에 걸맞게 베개와 담요가 있다. 가장 가까운 가족은 고인의 범요를 돌보는 일을 맡고 있다. 매일 밤 이 가족은 판요를 침대에 눕히고 아침에 깨운다. 판요에는 사람의 입이 있을 곳에 작은 구멍이 새겨져 있어, 가끔 그곳에 파이프를 놓고 고인이 담배를 피우도록 할 수 있다. 만약 가족 공동체가 여행을 간다면, 그들은 판요를 가지고 갈 것이다.
죽은 이의 마지막 장례 의식은 카사 타보라고 불리며 3일간 지속되는데, 그 기간 동안 많은 잔치가 있고 고인의 영혼은 저승으로 갈 준비를 한다. 카사 타보리의 가장 중요한 부분은 3일에 열린다. 이 날 죽은 사람의 영혼은 판요에서 망자의 크기 정도로 만들어진 커다란 인간처럼 보이는 나무 형상으로 옮겨지는데, 이를 머그드라고 부른다. 이 머그드들은 개썰매로 옮겨져 그들을 저승인 부니로 운반할 것이다. 무당은 부니로 떠나기 전에 고인의 마지막 유언을 모인 가족들에게 전한다. 예를 들어 인류학자 개어의 이 의식에 대한 설명에서 한 영혼은 그의 가족에게 고인이 결코 갚을 수 없는 이웃에게 빚을 갚으라고 요구한다.
이 의식 후에 무당은 개썰매를 이끌고 해가 지기 전에 떠나야 하는 부니로 위험한 여정을 떠난다. 그렇지 않으면 그녀는 죽을 것이다.
카사 타보리가 끝난 후, 살아있는 친척들은 더 이상 고인의 무덤을 찾아갈 수 없었고, 그에 대한 이야기조차 할 수 없었다.

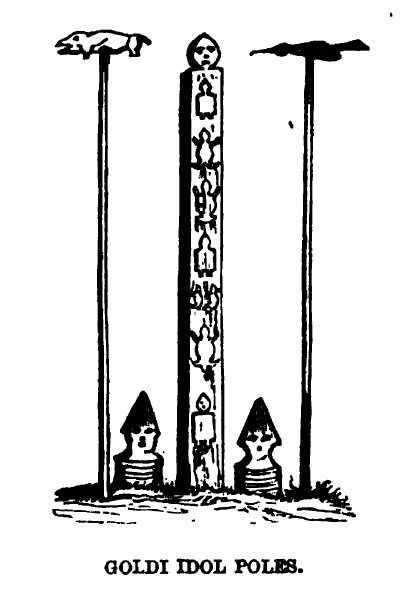
나나이의 "우상 기둥"(토템)

나나이 유아들의 영혼은 어른의 영혼과 같은 방식으로 행동하지 않는다. 나나이에겐 아직 1살 미만 어린이는 사람이 아니라 새다. 아기가 죽으면 그 영혼은 새로 변해 날아간다. 아기가 죽으면 묻히지 않는다. 대신 그들은 자작나무 껍질로 만든 종이로 싸여 숲 어딘가의 큰 나무에 놓인다. 그러면 아이의 영혼, 즉 새의 영혼은 자유롭게 다시 여자 속으로 들어갈 수 있게 된다. 손목에 팔찌를 두르는 등 석탄을 넣어 표시하기 위해 유아의 장례를 준비하는 것이 일반적이다. 나중에 죽은 아이에게 그려진 것과 비슷한 표식을 가진 여자에게서 아이가 태어난다면, 다시 태어난 것과 같은 영혼이라고 여겨진다.

## 대중 문화
- 1975년 소련 영화 《데르수 우잘라》(구로자와 아키라 감독)는 원시생활을 하는 나나이인 사냥꾼과 러시아 병사의 우정을 다루고 있다.
- 슈퍼주니어 전 멤버였던 한경은 나나이인 출신이다.

## 같이 보기
- 중국의 민족
- 러시아의 민족
- 나나이어
- 나나이어 문자